# Carmen Hermosín
María del Carmen Hermosín Bono (Sevilla, 3 de marzo de 1945) es una política española del Partido Socialista Obrero Español.

## Biografía
Licenciada en Filosofía y Letras por la Universidad de Sevilla, se incorporó al Partido Socialista Obrero Español durante la dictadura franquista en 1970. Fue una de las primeras andaluzas en incorporarse a la política activa haciendo un compromiso explícito con la promoción de socialismo y feminismo como un camino unido.
Ha sido Diputada al Congreso por la Circunscripción electoral de Sevilla en la II, III, IV, VIII y IX Legislatura. En 1990 fue elegida para el Parlamento de Andalucía y nombrada por Manuel Chaves Consejera de Asuntos Sociales de la Junta de Andalucía, pasando en 1994 a la de Gobernación y en 2000 a la de Justicia y Administración Pública.
Formó parte de la Comisión Ejecutiva Federal socialista, sustituyó a Alfonso Perales en la Secretaría de Política Institucional tras el fallecimiento de este el 23 de diciembre de 2006 hasta el XXXVII Congreso en julio de 2008. Fue Presidenta de la Comisión de Interior en el Congreso de los Diputados, además de vocal en la Comisión de Igualdad y en la Comisión Constitucional.
A lo largo de su carrera política, ha mostrado su lucha por los derechos de las mujeres. Durante los años 80, mostró su actividad en favor de los derechos reproductivos, colaborando en la aprobación de la primera ley que despenalizaba el aborto en determinados supuestos. En su etapa de Consejera en la Junta de Andalucía realizó políticas activas a favor de la incorporación de las mujeres en altos cargos de la Administración y en la lucha contra la violencia de género. En la VIII Legislatura, como diputada, fue ponente de varias leyes entre las que destaca la Ley para la igualdad efectiva de mujeres y hombres.
Está casada con Luis Yáñez hoy eurodiputado, siendo ambos líderes históricos socialistas de la generación de Felipe González.

## Cargos Desempeñados
- Diputada por la provincia de Sevilla en el Congreso de los Diputados. (1982-1990)
- Diputada por la provincia de Sevilla en el Parlamento de Andalucía. (1990-2004)
- Consejera de Asuntos Sociales de la Junta de Andalucía. (1990-1994)
- Secretaria general del PSOE de Sevilla. (1993-2000)
- Consejera de Gobernación de la Junta de Andalucía. (1994-2000)
- Consejera de Justicia y Administración Pública de la Junta de Andalucía. (2000-2004)
- Diputada por la provincia de Sevilla en el Congreso de los Diputados. (2004-2011)